# دزد راستگو
دزد راستگو یا دزد شرافتمند (به انگلیسی: Honest Thief) یک فیلم سینمایی آمریکایی محصول سال ۲۰۲۰ در ژانر اکشن به کارگردانی مارک ویلیامز با بازی لیام نیسون و کیت والش است.

## خلاصه داستان
سارق بانک (لیام نیسون) تلاش می‌کند تا پولهای ربوده شده را تحویل پلیس دهد زیرا در دام عشق گرفتار آمده و قصد دارد زندگی سالمی را در پیش بگیرد، اما زمانی که متوجه می‌شود پلیس فدرال از او نیز فاسدتر است تصمیم می‌گیرد اسمش را از لیست مجرمین پاک کند

## شرح داستان
تام دولان، یکی از نیروهای سابق تفنگداران دریایی ایالات متحده و متخصص مواد منفجره است. پس از سال‌ها خدمت، تام تصمیم گرفت از دانش و مهارت‌هایش استفاده کند تا تبدیل به یک سارق بانک موفق شود که عموم او را با لقب «دزد مثل برق» می‌شناختند. روزی هنگامی که در حال پنهان کردن پول‌ها در یک انبار بود، با «آنی ویلکینز» آشنا شد؛ دانشجوی کارشناسی‌ارشد روان‌شناسی که در همان انبار کار می‌کرد. این دو خیلی زود به هم دل بستند و در کنار هم به ذخیره پول‌ها پرداختند، در حالی که آنی نمی‌دانست این پول‌ها حاصل سرقت‌اند.
یک سال بعد، تام که می‌خواهد زندگی‌ای بی‌گناه در کنار آنی داشته باشد، تصمیم می‌گیرد خود و پول‌های به‌دست‌آمده از راه خلاف را تحویل دولت دهد و در عوض، حکم سبک‌تری بگیرد. او قرار ملاقاتی با مأموران اف‌بی‌آی، سم بیکر و مایرز، تنظیم می‌کند. بیکر قول می‌دهد که روز بعد با تام ملاقات کند. اما چون آن روز در دفتر نبود، پرونده را به دو مأمور دیگر، جان نیونز و رامون هال، ارجاع می‌دهند.
آن‌ها با تام دیدار می‌کنند و تام مکان پول‌های دزدیده‌شده را، یعنی همان واحد انبار اجاره‌ای‌اش، فاش می‌کند. مدتی بعد، تام می‌گوید که فقط سه میلیون دلار وجود دارد، نه ۹ میلیون دلاری که وعده داده بود. سم بیکر خودش برای بررسی وارد عمل می‌شود، اما نیونز با اسلحه ۹ میلی‌متری به او شلیک می‌کند. تام شاهد این صحنه است و از پنجره بیرون می‌پرد، درست جلوی چشم آنی.
تام متوجه می‌شود که نیونز و هال با فریب او مکان پول‌ها را پیدا کرده‌اند. او به‌زحمت خود و آنی را نجات می‌دهد و حالا می‌داند که آن دو مأمور فاسد قصد دارند پول‌ها را برای خود بردارند. تام به آنی اعتراف می‌کند که پس از برخورد ناعادلانه رئیس پدرش در شرکت، که منجر به افسردگی و سپس خودکشی او شد، به‌عنوان نوعی انتقام‌گیری به سرقت بانک روی آورده است. همچنین اقرار می‌کند که دزدی برایش هیجان‌انگیز شده بود. او از آنی می‌خواهد برای حفظ امنیتش سوار اتوبوس شود، اما آنی بدون اجازه از اتوبوس پیاده می‌شود تا کارت حافظهٔ دوربین امنیتی انبار را بردارد.
هنگام بازگشت او به انبار، نیونز و هال هم برای گرفتن همان کارت حافظه به آن‌جا می‌رسند تا ردشان را پاک کنند. نیونز او را بی‌هوش می‌کند، چون «شاهد جرم» آن‌ها بود. تام وقتی او را پیدا می‌کند، بلافاصله او را به بیمارستان می‌برد. وقتی مایرز، همکار بیکر، برای دستگیری تام وارد عمل می‌شود، تام همه چیز را برایش توضیح می‌دهد و به‌زحمت از چنگش می‌گریزد. مایرز که به نیونز مشکوک شده، شروع به بررسی ماجرا می‌کند.
تام با کمین در خانهٔ هال، کارت حافظه و مکان مخفیگاه را از او به‌دست می‌آورد. هال به تام هشدار می‌دهد که باید آنی را پیش از آن‌که نیونز او را بکشد، از بیمارستان بیرون بیاورد. تام از آنی می‌خواهد برای رساندن فیلم امنیتی به مایرز کمکش کند. او سپس بمبی در خانهٔ نیونز کار می‌گذارد و منتظر می‌ماند تا او به مخفیگاه بیاید. نیونز وقتی می‌فهمد که هال فیلم را تحویل داده، خشمگین شده و هال را می‌کشد. در درگیری با تام، گرچه تام زخمی می‌شود، اما موفق می‌شود با نیونز مقابله کند. پیش از آن‌که نیونز با پول‌ها فرار کند، تام با او تماس می‌گیرد و می‌گوید زیر صندلی ماشینش بمب فشارحساس کار گذاشته شده. نیونز مجبور می‌شود با تیم خنثی‌سازی تماس بگیرد و مایرز به‌سرعت او را بازداشت می‌کند. در بازرسی خودرو، پول‌های دزدیده‌شده پیدا می‌شوند و بعداً مشخص می‌شود که بمب در واقع ساختگی بوده است.
آنی باقیماندهٔ پول‌های مخفی‌شده در انبار دیگر را به مایرز تحویل می‌دهد و همچنین صدای ضبط‌شدهٔ گفت‌وگوی تام و نیونز توسط هال را ارائه می‌دهد، که در آن اعتراف نیونز به قتل بیکر و هال شنیده می‌شود.
تام، با علم به این‌که باید مسئولیت سرقت بانک‌ها و ۹ میلیون دلار را بپذیرد، خود را تسلیم می‌کند. مایرز در پاسخ به این اقدام، قول می‌دهد که برای کاهش مجازاتش تلاش خواهد کرد. او صداقت تام را درک می‌کند و از تعهد اخلاقی‌اش تحسین می‌کند. مایرز به او می‌گوید که اگر اوضاع جور دیگری بود، تام می‌توانست یک مأمور اف‌بی‌آی عالی شود.

## پخش در تلویزیون
این فیلم به‌صورت دوبله در روز اول فروردین ۱۴۰۰، ساعت ۱۵ از شبکه سه سیما، با گویندگی تورج مهرزادیان به‌جای لیام نیسون پخش شد.